# Балтика (Башкортостан)
Балтика (баш. Балтика, бел. Балтыка) — село в Иглинском районе Башкортостана, административный центр Балтийского сельсовета.

## Географическое положение
Расстояние до:
- районного центра (Иглино): 13 км,
- ближайшей ж/д станции (Иглино): 13 км.

## История
Основано в 1880-е годы латышскими крестьянами из Остзейских губерний. Изначально это была группа хуторов, но уже в 1895 г. Балтийская колония состояла из 30 дворов, где проживали 94 мужчины и 111 женщин в основном из латышей. Через 10 лет в 37 дворах проживало 190 человек. В 1920 году в 73 дворах было зафиксировано 655 белорусов и латышей. В поселке имелись земская школа и лютеранский молитвенный дом.
В 2005 году статус населённого пункта был изменён с посёлка на село.

## Население
| 2002 | 2009 | 2010 |
| ---- | ---- | ---- |
| 722  | ↗798 | ↘719 |

Согласно переписи 2002 года, преобладающие национальности — белорусы (54 %), русские (32 %).

## Культура
В Балтике функционирует белорусский историко-культурный центр. 
Созданы народный ансамбль белорусской песни «Сябры» и детский ансамбль «Жауроночкi», в школе в начальном звене обучения изучают белорусский язык.

## Религия
В селе есть православная церковь Преподобной Зосимы Эннатской.